# Lascăr Catargiu (монітор)

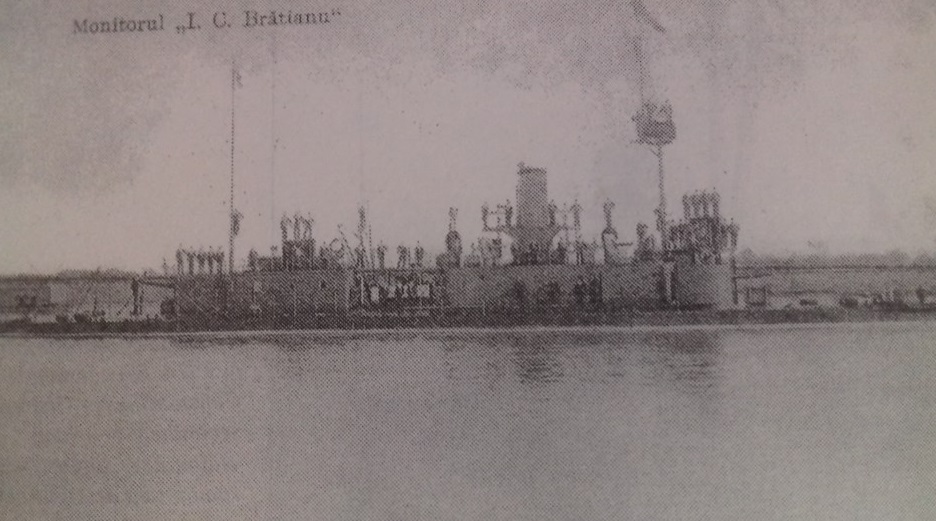
Румунський монітор "Братіану", однотипний "Ласкер Катарджу".

"Ласкер Катарджу" річковим монітором у складі ВМС Румунії  під час Першої світової війни та Другої світової війни. 

## Технічні дані
Він був частиною - разом з моніторами "Ion C. Brătianu", "Ioan Lahovary" та Mihail Kogălniceanu -  серії чотирьох подібних кораблів, які замовило Королівство Румунія на верфях у Трієсті та зібрана на верфі в Галаці у період з 1907 по 1908 рік . Судно мало водотоннажність 680 тонн і оснащений трьома гарматами 120 мм Skoda, чотири гармати 47 мм Skoda, дві гаубиці 120 мм Skoda, і два кулемети Максим  6,5 мм.    

## Участь в операціях

### Перша світова війна
При оголошенні мобілізації в 1916 році монітором "Катарджу" командував командир Альфонс Сіон (Alfons Sion), маючи в якості другого капітана Іоана Ісбашеску (Ioan Isbășescu).  Під час участі Румунії у Першій світовій війні  флотилія моніторів виконувала місії з підтримки сил під час битви під Тутракані та битви Доброджеї .  У другій частині кампанії монітори виконували місії для захисту дельти Дунаю. 

## Друга світова війна
24 серпня 1944, "Lascăr Catargiu" та "Mihail Kogălniceanu" були потоплені радянською авіацією.